# الاکالا (سری‌لانکا)
الاکالا (به لاتین: Ellakkala) یک منطقهٔ مسکونی در سری‌لانکا است که در استان غربی، سری‌لانکا واقع شده‌است.